# هنری سویت
هنری سویت (به انگلیسی: Henry Sweet) لغت‌شناس، آواشناس و دستوردان انگلیسی بود.
به‌عنوان لغت‌شناس، او در زبان‌های ژرمنی، به‌ویژه انگلیسی باستان و نورْسِ باستان، تخصص داشت. او همچنین آثاری دربارهٔ موضوعات کلی‌ترِ آواشناسی و دستور زبان و نیز آموزش زبان منتشر کرد. بسیاری از ایده‌های او تأثیرگذار باقی مانده‌اند و برخی از آثار وی هنوز چاپ می‌شوند و به شکل متون درسی در کالج‌ها و دانشگاه‌ها مورد استفاده قرار می‌گیرند.